# Gäddtjärnen (Västervåla socken, Västmanland)
Gäddtjärnen är en sjö i Fagersta kommun i Västmanland och ingår i Norrströms huvudavrinningsområde. Sjön är 5,5 meter djup, har en yta på 0,03 kvadratkilometer och är belägen 100 meter över havet.